# Joszip Horvat
Joszip Dragutin Horvat (Bihács, 1924. július 4. – Zágráb, 2009. július 11.) jugoszláv nemzetközi labdarúgó-játékvezető. Polgári foglalkozása gazdasági igazgató.

## Pályafutása

### Nemzeti játékvezetés
A játékvezetői vizsgát 1963-ban tette le. A küldési gyakorlat szerint rendszeres partbírói tevékenységet is végzett. 1964-ben lett az I. Liga játékvezetője. A nemzeti játékvezetéstől 1973-ban vonult vissza.

### Nemzetközi játékvezetés
A Jugoszláv Labdarúgó-szövetség Játékvezető Bizottsága (JB) terjesztette fel nemzetközi játékvezetőnek, a Nemzetközi Labdarúgó-szövetség (FIFA) 1966-tól tartotta nyilván bírói keretében. A FIFA JB központi nyelvei közül a németet és a franciát beszélte. Több nemzetek közötti válogatott és klubmérkőzést vezetett, vagy működő társának partbíróként segített. A szerb nemzetközi játékvezetők rangsorában, a világbajnokság-Európa-bajnokság sorrendjében többedmagával a 16. helyet foglalja el 1 találkozó szolgálatával. Az aktív nemzetközi játékvezetéstől 1971-ben búcsúzott. Válogatott mérkőzéseinek száma: 3.

#### Labdarúgó-világbajnokság
A világbajnoki döntőhöz vezető úton Mexikóba a IX., az 1970-es labdarúgó-világbajnokságra a FIFA JB bíróként alkalmazta. Szakmai felkészültségét elismerve úgy kapott meghívást, hogy nem vezetett még (a korszak FIFA alapkövetelménye) kettő "A" válogatott mérkőzést, így FIFA JB jelvénye sem volt. Kettő csoportmérkőzésen működött partbíróként. A nemzetközi sajtó értesülése szerint a Belgium–Salvador mérkőzést vezette volna, de balszerencséjére az előzetes edzésen izomszakadást szenvedett, így lemaradt a mérkőzés vezetéséről. Partbírói közreműködéseinek száma világbajnokságon: 2.

##### 1970-es labdarúgó-világbajnokság

###### Világbajnoki mérkőzés
| Időpont         | Helyszín                   | Mérkőzés típusa              | Mérkőzés            | Játékvezető     | Eredmény | Nézők száma |
| --------------- | -------------------------- | ---------------------------- | ------------------- | --------------- | -------- | ----------- |
| 1970. június 6. | Cuauhtémoc Stadion, Puebla | csoportmérkőzés (2. csoport) | Uruguay–Olaszország | Rudolf Glöckner | 0 : 0    | 30 000      |
| 1970. június 7. | Luis Dosal Stadion, Toluca | csoportmérkőzés (2. csoport) | Izrael–Svédország   | Seyoum Tarekegn | 1 : 1    | 10 000      |

#### Labdarúgó-Európa-bajnokság
Az európai-labdarúgó torna döntőjéhez vezető úton Olaszországba a III., az 1968-as labdarúgó-Európa-bajnokságra az UEFA JB játékvezetőként foglalkoztatta.

##### 1968-as labdarúgó-Európa-bajnokság

###### Selejtező mérkőzés
| Időpont            | Helyszín                       | Mérkőzés típusa           | Mérkőzés            | Eredmény | Nézők száma |
| ------------------ | ------------------------------ | ------------------------- | ------------------- | -------- | ----------- |
| 1967. november 12. | Vaszil Levszki Stadion, Szófia | előselejtező (2. csoport) | Bulgária–Svédország | 3 : 0    | 28 000      |

#### Nemzetközi kupamérkőzések

##### Vásárvárosok kupája
| Időpont           | Helyszín               | Mérkőzés típusa                | Mérkőzés                            | Eredmény |
| ----------------- | ---------------------- | ------------------------------ | ----------------------------------- | -------- |
| 1967. február 21. | Waldstadion, Frankfurt | Harmadik forduló (1. mérkőzés) | Eintracht Frankfurt–Ferencvárosi TC | 4 : 1    |